# Rugby a 15 nel 2001

## Eventi principali
In generale si assiste alla crescita del rugby europeo con Inghilterra, Francia ed in parte Irlanda, capaci di contrastare Australia e Nuova Zelanda, mentre il Sudafrica segna il passo tra le "potenze australi".
Il 2001, vede l'Inghilterra di Clive Woodward dominare il Sei Nazioni ma fallire ancora una volta il Grande Slam e la Triple Crown, questa volta per merito dell'Irlanda che la supera in un incontro svoltosi in autunno, per motivi legati all'epidemia di afta che aveva colpito l'Irlanda.
L'Australia, guidata da Eddie Jones, conquista il Tri Nations con un'entusiamante vittoria di misura nell'ultimo match contro la Nuova Zelanda.
Per la prima volta la Georgia diventa Campione d'Europa, mentre l'Argentina vince sia il campionato Sudamericano che il Panamericano.
Il Sudafrica conquista con le "Gazelles" (Under-23) la Coppa d'Africa e Figi il "Pacific Rim".
Da segnalare anche il tour British Lions in Australia che perdono la serie con i Wallabies.

## Attività Internazionale

### I Test di metà anno
A metà anno è tradizione che le selezioni di "rugby a 15", europee in particolare, ma non solo, si rechino fuori dall'Europa o nell'emisfero sud per alcuni test. Si disputano però anche molti incontri tra nazionali dello stesso emisfero Sud, che precedono dal 1996, la disputa del Tri Nations.
Nel 2001, la tradizione non viene meno, malgrado le squadre europee sovente debbano fare i conti con molte assenze.
Evento dell'anno è il Tour dei British and Irish Lions in Australia. La selezione delle Isole Britanniche perde negli ultimi minuti il terzo test e la serie contro i Wallabies
Da segnalare anche il successo della Francia sul Sudafrica

### I test di fine anno
Nel rugby a 15 è tradizione che a fine anno (ottobre-dicembre) si disputino una serie di incontri internazionali che gli europei chiamano "Autumn International"  e gli appassionati dell'emisfero sud "Springtime tour". In particolare le nazionali dell'emisfero Sud si recano in tour in Europa.
In generale, solo l'Inghilterra e in parte la Francia, riescono a tenere testa alle squadre australi, superando entrambe Sudafrica e Australia.

### Qualificazioni mondiali
Le qualificazioni mondiali vedono lo svolgimento di turni preliminari, che coinvolgono squadre di terzo e quarto livello.
- In Europa si chiude il primo turno preliminare che vede la qualificazione al turno successivo di Lettonia Svezia,  Svizzera e  Belgio
- In Africa il Madagascar vince la seconda divisione dell'Africa Cup 2001 e si qualifica alla fase finale
- In America, Brasile e Trinidad e Tobago passano i turni preliminari
- In Oceania si disputa il torneo preliminare della Poule "B" vinto da Papua Nuova Guinea

### Altri test
| 10 gennaio 2001 | Belgio XV | 8 – 0 | Paesi Bassi |  |

| Amsterdam 13 marzo 2001 | Paesi Bassi | 43 – 12 | Moldavia |  |

| Port Talbot 14 aprile 2001 | Galles (Distretti) | 19 – 12 | Danimarca |  |

| Belgrado 16 aprile 2001 | Jugoslavia (RF) | 8 – 27 | Slovenia |  |

### I Barbarians
| Northampton 4 aprile 2001 | East Midlands | 62 – 12 | Barbarians |  |

| Melrose 16 aprile 2001 | Border League XV | 31 – 24 | Barbarians |  |

| Cardiff 20 maggio 2001 | Galles XV | 38 – 40 | Barbarians | Millennium Stadium |

| Edimburgo 24 maggio 2001 | Scozia XV | 31 – 74 | Barbarians | Murrayfield |

| Londra 27 maggio 2001 | Inghilterra XV | 29 – 43 | Barbarians | Twickenham |

| Portsmouth 6 novembre 2001 | Combined Services | 14 – 50 | Barbarians | Burnaby Road |

| Cardiff 28 novembre 2001 | Australia XV | 49 – 35 | Barbarians | Millennium Stadium |

## Nazionale italiana
Preceduto da un incontro di preparazione con una selezione di giocatori stranieri del campionato, il secondo "Sei Nazioni" degli Azzurri finisce con 5 sconfitte e il "cucchiaio di legno". Malgrado buone prove e il ritorno di Diego Domínguez, i risultati non arrivano.
| Parma 27 gennaio 2001 | Italia XV | 46 – 28 | All Stars | Fratelli Cervi |

Contro l'Irlanda all'esordio gli azzurri tengono un tempo, poi subiscono il miglior gioco dei "verdi" (22-41). A seguire contro l'Inghilterra, con una squadra assai rimaneggiata, gli azzurri tengono bene il primo tempo (sotto 23-30), ma subiscono 8 mete nel secondo tempo per un 23-80 finale, il peggior risultato della storia del Sei nazioni.
Parziale riscatto per gli azzurri con un buon primo tempo con la Francia a Roma, ma sconfitta per 19-30. A Murrayfield gli azzurri sfiorano l'impresa, anche grazie a una bellissima meta di Mauro Bergamasco, ma la Scozia si impone per 23-19. Si chiude in casa col Galles con una sconfitta per 23-33.
Brad Johnstone viene confermato sino al 2003, malgrado le perplessità generate. A seguire gli azzurri si recano in tour in Africa Australe e Sudamerica. Pesanti sconfitte nei due test match importanti (14-60 con il Sudafrica e 17-38 con l'Argentina) e vittorie contro le più modeste squadre di Namibia (49-24 nel test ufficiale) e Uruguay (14-3). La nazionale è raffazzonata, vengono addirittura chiamati giocatori di "Serie B". Ormai è evidente che, nell'epoca del professionismo, questi tour lunghissimi a fine stagione siano ingestibili. Inoltre, Brad Johnstone ha preteso pieno controllo del settore tecnico, ma non sta portando i risultati sperati.
A Brad Johnstone viene affiancato, su richiesta dei giocatori, un nuovo vice, John Kirwan.
Nei test autunnali, gli azzurri conquistano una vittoria netta con le Figi. È però un'illusione, i Figiani hanno giocato 60' in quattordici giocatori e gli ultimi 20 addirittura in tredici per due espulsioni. A seguire una sconfitta col Sudafrica. Quindi con Samoa si tocca il fondo: i Samoani restano quasi subito in 14, ma impongono il gioco e superano gli azzurri in evidente confusione.
| Treviso 10 novembre 2001 | Italia | 66 – 10 | Figi | Monigo |

| Genova 17 novembre 2001 | Italia | 26 – 54 | Sudafrica | Luigi Ferraris |

| L'Aquila 24 novembre 2001 | Italia | 9 – 17 | Samoa | Tommaso Fattori |

## Tornei Internazionali per club o selezioni
|  | Super 12        | ACT Brumbies     |
|  | Heineken Cup    | Leicester Tigers |
|  | European Shield | Harlequins       |

## Tornei Nazionali
- Africa:

| Sudafrica | Currie Cup  | Western Province |
|           | Vodacom Cup | Blue Bulls       |

- Americhe

| Argentina   | Nacional de Clubes    | Alumni            |
|             | Interprovinciale      | Cordoba           |
|             | Camp. di Buenos Aires | Alumni            |
| Brasile     | Campionato            | Bandeirantes (SP) |
| Canada      | Super League          | Fraser Valley     |
| Stati Uniti | Superleague           | Aspen             |

- Asia

| Giappone | Campionato |  |

- Europa:

| Irlanda     | All Ireland league      | Dungannon            |
| Irlanda     | Interprovinciale        |                      |
| Galles      | Campionato              | Swansea RFC          |
|             | WRU Challenge Cup       | Newport RFC          |
| Inghilterra | Coppa                   | London Wasps         |
|             | Campionato delle Contee | non disputato        |
|             | Campionato              | Leicester Tigers     |
|             | Camopionato             | Stade Toulousain     |
| Francia     | Coupe de Ligue          | Montferrand          |
| Italia      | Coppa                   | Petrarca Padova      |
|             | Campionato              | Benetton Treviso     |
| Scozia      | Campionato              | Hawick               |
| Georgia     | Campionato              | Locomotivi           |
| Portogallo  | Campionato              |                      |
|             | Coppa                   |                      |
| Romania     | Campionato              | Dinamo Bucarest      |
| Russia      | Campionato              | Krasny Yar           |
| Spagna      | Spagna (Copa del Rey)   | Real Canoe           |
|             | Campionato              | Quesos E. Valladolid |

- Oceania:

| Nuovo Galles del Sud | Shute Shield                     | Sydney University                 |
| Queensland           | Premier Rugby                    | Canberra                          |
|                      | Shield                           | New South Wales Country Cockatoos |
|                      | Interstate                       |                                   |
| Nuova Zelanda        | National Provincial Championship | Canterbury Rugby Football Union   |